# Tanacetum tatsienense
Tanacetum tatsienense — вид рослин з роду пижмо (Tanacetum) й родини айстрових (Asteraceae); поширений у Бутані й Китаї.

## Опис
Багаторічна трава заввишки 7–25 см. Стебла поодинокі або скупчені, нерозгалужені, ворсисті. Прикореневі листки на ніжках до 1–3 см і мають пластини еліптичні або вузько-еліптичні, 1.5–7 × 1–1.5 см, 2-перисторозсічені, обидві поверхні зелені, мало ворсисті або голі; первинні бічні сегменти 5–15-парні; кінцеві сегменти лінійні. Стеблові листки схожі, сидячі. Квіткові голови поодинокі, кінцеві. Язичкові квітки оранжево-червоні або відсутні. Сім'янки ≈ 3 мм. Період цвітіння й плодоношення: липень — вересень.

## Середовище проживання
Поширений у Бутані й Китаї. Населяє альпійські луки, зарості, щебенисті місця на гірських схилах.